# Zeholfing

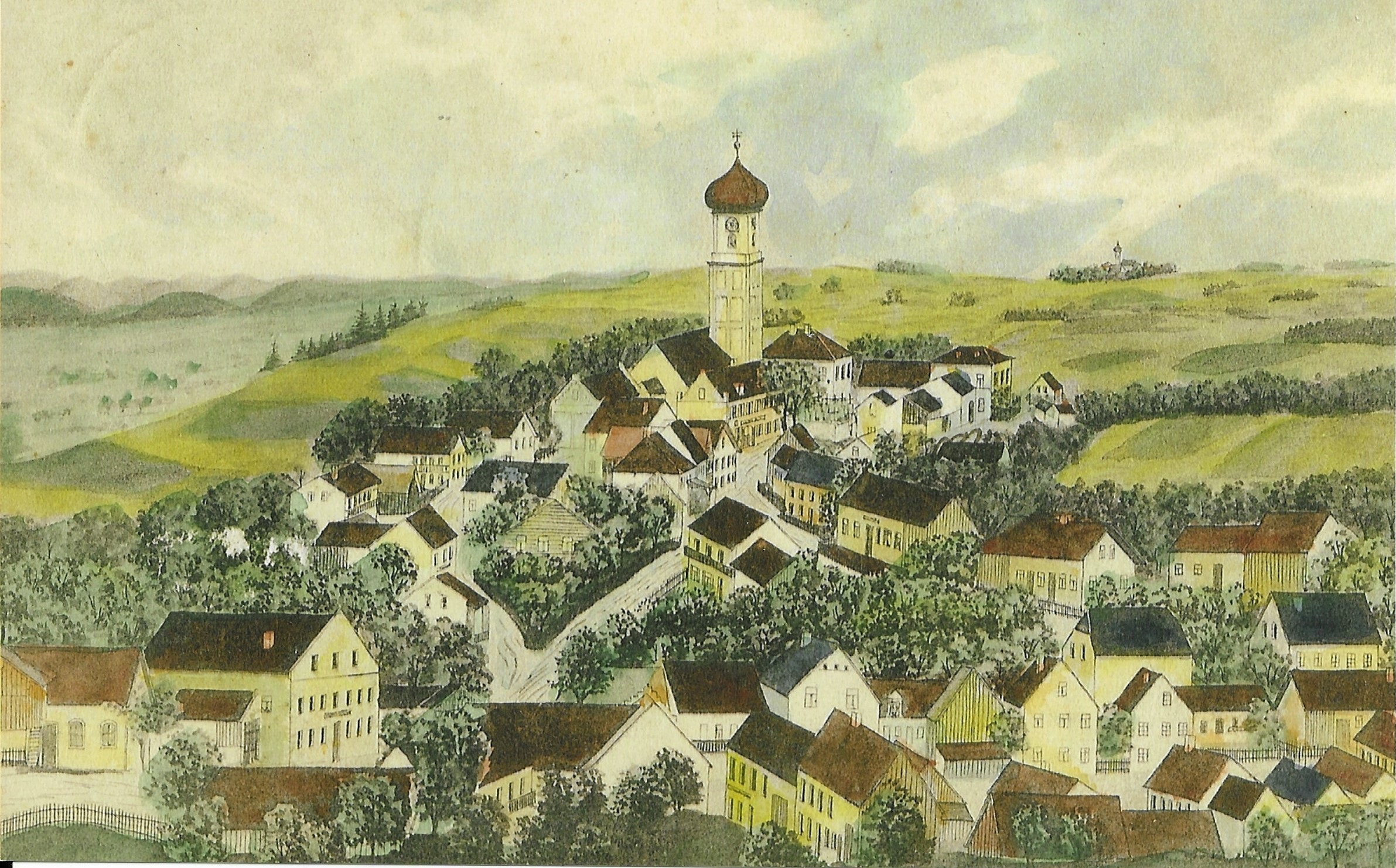
Ansicht aus dem Jahr 1909, Blickrichtung Osten

Zeholfing ist ein Gemeindeteil der Stadt Landau an der Isar im niederbayerischen Landkreis Dingolfing-Landau. Bis 1972 bildete es eine selbstständige Gemeinde.

## Lage
Das Pfarrdorf Zeholfing liegt am Steilufer der Isar etwa fünf Kilometer nordöstlich von Landau an der Staatsstraße 2114.

## Geschichte
1148 ist der Ort erstmals urkundlich erwähnt. Zunächst Vikariat der Pfarrei Ettling, wurde 1261 die Pfarrei Zeholfing als Präsentationspfarrei von Kloster Niederaltaich begründet. Das edelfreie Geschlecht der Zeholfinger starb um 1292 aus, und ihr Besitz ging auf die Leiblfinger über.
Zeholfing bildete eine Hofmark, die 1454 von den Closen zu Gern erworben wurde. 1643 wurde sie von diesen zusammen mit der Hofmark Prunn an Johann Adolph von Tattenbach zu Adldorf verkauft. Die Tattenbach vereinigten Zeholfing mit Exing. Die spätere Gemeinde Zeholfing gehörte zum Landkreis Landau an der Isar.
Vor den anrückenden Amerikanern sprengten deutsche Truppen in den letzten Kriegstagen 1945 die hölzerne Isarbrücke. Daraufhin nahmen die Amerikaner den Ort unter Beschuss, wobei zwei Anwesen zerstört und der Kirchturm schwer in Mitleidenschaft gezogen wurde. Es waren drei Tote zu beklagen, ein junger Soldat und zwei Zivilisten.
1946 wurde die damalige Gemeinde Poldering in die Gemeinde Zeholfing eingegliedert mit Ausnahme der Orte Haidberg, Wimpersing und Hilgersdorf, die zur Gemeinde Kammern kamen. Die Ortschaft Zeholfing besaß eine vierklassige Volksschule, die 1970 aufgelöst und dem Schulverband Landau an der Isar eingegliedert wurde.
Am 1. Juli 1972 wurde die Gemeinde Zeholfing im Zuge der Gebietsreform in die Stadt Landau an der Isar eingegliedert. Letzter Bürgermeister der Gemeinde war Josef Geier, der die Geschicke der Gemeinde vom Jahre 1948 bis zur Eingemeindung ununterbrochen leitete.
Die Ortschaft Zeholfing hatte früher eine rein bäuerliche Struktur. In den 1950er Jahren setzte allmählich eine Umstrukturierung ein, die heute noch anhält. Drei Baugebiete, Zeholfing-West, Zeholfing-Ost und Pfarrgarten konnten erschlossen werden, das weitere Baugebiet Senfeldanger ist ausgewiesen.
Zeholfing nahm bei mehreren Dorfverschönerungswettbewerben auf Kreis-, Bezirks- und Landesebene mit Erfolg teil. Der Ort wurde auch wegen seiner großen Kirschengärten bekannt.

## Sehenswürdigkeiten
- Pfarrkirche St. Laurentius. An der Stelle des bestehenden Sakralbaues ist archäologisch eine Holzkirche mit Friedhof aus dem 8./9. Jahrhundert nachgewiesen. Diese wurde in den folgenden Jahrhunderten durch Nachfolgebauten in Holz und spätestens ab dem 11. Jahrhundert auch in Tuffstein ersetzt. Anders als in der älteren Literatur angegeben geht die bestehende Kirche auf eine ursprünglich zweischiffige Anlage mit Turm südlich am Chor aus der zweiten Hälfte des 13. Jahrhunderts zurück. Ein wohl im 14. Jahrhundert an der Nordseite angefügter Annex wurde um 1500 zu einem nördlichen Seitenschiff erweitert und zusammen mit dem südlichen, bis dahin dachsichtigem Seitenschiff in spätgotischer Manier überwölbt. Im 18. Jahrhundert wurde die Kirche barockisiert und die bestehende Sakristei sowie die westliche Vorhalle angebaut. Die beiden Deckengemälde im Langhaus stellen die Krönung Mariä und die Marter des hl. Laurentius dar. In der westlichen Vorhalle befindet sich eine sehenswerte Totentanzdarstellung von 1734, die im Zuge der letzten Innenrenovierung 1999 bis 2001 freigelegt und restauriert wurde.

## Vereine
- Bergschützen Zeholfing e. V.
- Eisstock-Club Kleegarten-Zeholfing e. V.
- FC Zeholfing e. V.
- Freiwillige Feuerwehr Zeholfing. Sie wurde 1874 gegründet.
- Schützengesellschaft D’ Isartaler Zeholfing e. V.
- Schützengesellschaft Neuschwanstein Kleegarten e. V.
- Tennisclub Zeholfing-Frammering e. V.
- Krieger- und Soldatenkameradschaft Zeholfing
- Fischergilde Kleegarten-Zeholfing e. V.
- Kath. Frauenbund Zeholfing
- Gartenbauverein Zeholfing
- Bienenzuchtverein Zeholfing und Umgebung